# Тана (река, впадает в Тихий океан)
Та́на (исп. Tana, Camiña, Каминья) — река на севере Чили в области Тарапака (коммуны Уара, Каминья и Кольчане). В верхнем течении называется Каминья (исп. Camiña). Длина 163 км, площадь бассейна 2790 км².
Берёт своё начало западнее вулкана Ислуга, протекает в ущельях плоскогорья Тамаругаль и впадает в Тихий океан севернее посёлка Писагуа.
Основные притоки — Тиливиче и Ретамилья.